# Frédéric IV de Thuringe

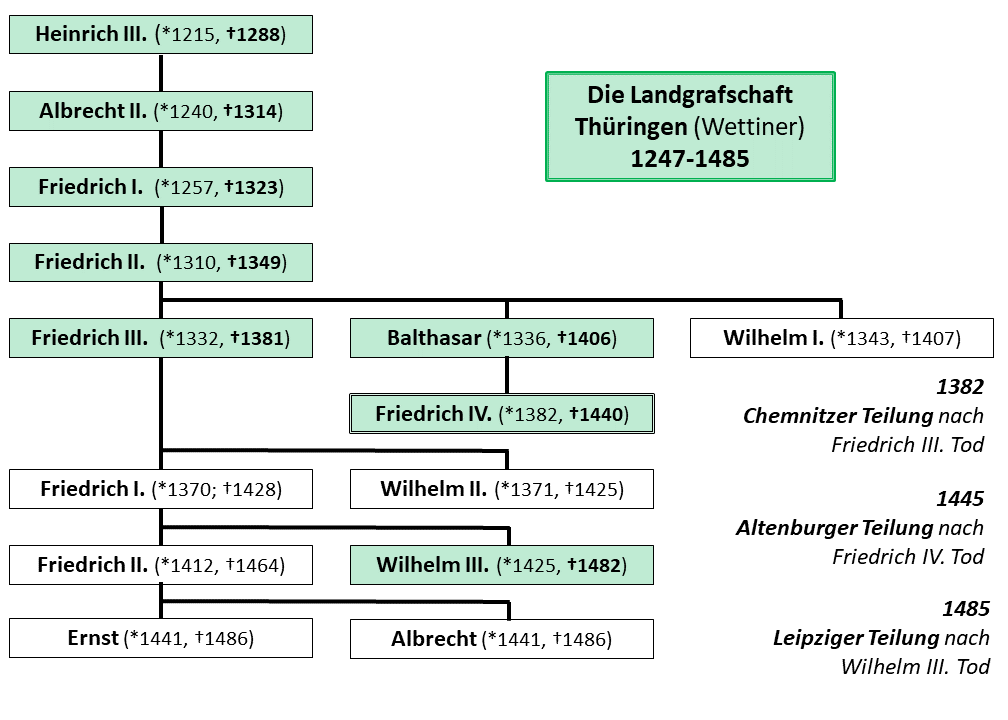

Frédéric IV, surnommé  « le Pacifique » (en allemand : Friedrich IV., der Friedfertige) ou « le Simple » (der Einfältige), né avant 30 novembre 1384 et mort le 7 mai 1440 au château de Runneburg à Weißensee en Thuringe, est un prince de la maison de Wettin. Il fut margrave titulaire de Misnie et landgrave de Thuringe de 1406 à sa mort.

## Biographie
Frédéric est le fils unique de Balthazar (1336-1406), landgrave de Thuringe, et de sa première épouse Marguerite, fille d'Albert de Hohenzollern, l'un des burgraves de Nuremberg. Successeur de son père en Thuringe, il est héritier du margraviat de Misnie après la mort de son oncle Guillaume le Borgne le 9 février 1407, conjointement avec Frédéric Ier de Saxe et Guillaume II « le Riche ».
En 1407, il épouse la comtesse Anne (morte en 1431), fille du comte Günther XXX de Schwarzbourg-Blankenbourg. Leur union reste stérile.
Frédéric IV est considéré comme un souverain faible qui est très dépendant de l'influence de son épouse et de sa parenté. Pour financer le train de vie somptueux de sa cour, il doit vendre de plus en plus de domaines et de titres. En 1436, il expulse les juifs du landgraviat de Thuringe. Il meurt sans enfant en 1440. 
Après sa mort, son héritage réduit à la Thuringe revient à ses deux neveux Frédéric II de Saxe et Guillaume III de Saxe car il avait déjà cédé ses possessions éloignées de Misnie quelques années auparavant pour la somme de 15000florins.